# Ibis žlutokrký
Ibis žlutokrký (Threskiornis spinicollis) zvaný též ibis slámokrký či ibis žlutohrdlý je druh ptáka z čeledi ibisovitých, podčeledi ibisové.
Své označení získal podle peří na krku, které je delší než ostatní peří a má barvu i strukturu podobnou slámě.
Žije v travnatých a zejména vlhkých oblastech a kulturní krajině. Vyskytuje se v Austrálii a přilehlých ostrovech jihovýchodní Asie (např. Nová Guinea, část Indonésie). Jde o vůbec nejvíce rozšířený druh australského ibise. Hnízdí ve velkých koloniích, které obsahují i tisíce ptáků. Hnízdění přitom probíhá na jihu a západu Austrálie včetně Tasmánie.
Živí se například hmyzem. Proto je k vidění právě v oblastech s jeho vysokým výskytem.
Váží 1,1 až 1,5 kg. Celková délka těla dosahuje 59 až 76 cm a rozpětí křídel se pohybuje v rozmezí 100 až 120 cm.
Snůška obsahuje dvě až pět vajec. Doba inkubace se pohybuje v rozmezí 24 až 26 dní.
Je řazen mezi málo dotčené taxony.

## Chov v zoo
Tento druhu ibise byl v březnu 2020 chován ve více než třech desítkách evropských zoo. Jde tak o poměrně málo chovaný druh. V rámci Česka jej chovají dvě zoo:
- Zoo Plzeň
- Zoo Praha

Historicky byl také chován v Zoo Zlín a Zoo Dvorec. Na Slovensku tento druh chován není.

### Chov v Zoo Praha
Ibis žlutokrký je v Zoo Praha chován od roku 2012, kdy byli přivezeni první jedinci ze Zoo Zlín. První úspěšný odchov se podařil o dva roky později, tedy v roce 2014. Ke konci roku 2018 bylo chováno 10 jedinců včetně tří odchovů z toho roku.
Jde o jeden z deseti druhů ibisů chovaných v Zoo Praha, která tak chová největší kolekci těchto ptáků v Evropě.
Druh je k vidění v expozičním celku Ptačí mokřady v dolní části zoo.
Od roku 2020 je umístěn v expozičním celku Darwinův kráter, který prezentuje faunu a flóru Austrálie, zejména Tasmánie.